# ジョン・シム
ジョン・シム（John Simm、本名：John Ronald Simm、1970年7月10日- ）はイギリスの俳優・ミュージシャン。

## プロフィール
ウェスト・ヨークシャー州リーズで生まれ、ランカシャー州ネルソンで育った。
父親ロナルドもミュージシャンで、若いころから父と共にギターを演奏していたという。16歳でブラックプールの演劇学校に入り、2年後にはロンドンに移り更に演劇を学んだ。
1990年代に入って、バンドを組んでエコー&ザ・バニーメンと共にツアーを行ったり、イアン・マッカロクのバックシンガーとして活躍。また、テレビにも出演するようになり、BBCのドラマ"The Lakes"などで知られるようになる。
映画では『ひかりのまち』と『24アワー・パーティ・ピープル』と続けてマイケル・ウィンターボトム作品に参加。
2003年、BAFTA賞（英国アカデミー賞）を受賞し、ハリウッドで映画化もされた社会派ドラマ『ステート・オブ・プレイ〜陰謀の構図〜』に、真実を探る新聞記者役で出演。
2004年、数々の賞を総ナメにしたチャンネル4のドラマ『セックス・トラフィック』で、売春目的の人身売買の実態を探るジャーナリストを演じた。
2006〜2007年、国際エミー賞を受賞し、アメリカでリメイクもされたBBCのドラマ『時空刑事1973 ライフ・オン・マーズ』に出演した。
2008年と2010年に世界最長のSFドラマ『ドクター・フー』に出演。それまで正体が伏せられていたハロルド・サクソン役であり、クラシックシリーズから主人公ドクターと因縁があるマスターの仮の姿であった。2度に渡りシリーズのフィナーレで登場した後、2017年にもシリーズ10での出演が発表された。この出演は新聞社にリークされることとなった。

## 主な出演作品

### 映画
| 公開年 | 邦題 原題                                         | 役名                 | 備考       |
| ------ | ------------------------------------------------- | -------------------- | ---------- |
| 1999   | ひかりのまち Wonderland                           | エディ               |            |
| 1999   | ヒューマン・トラフィック Human Traffic            | ジップ               |            |
| 2002   | ミランダ Miranda                                  | フランク             |            |
| 2002   | 24アワー・パーティ・ピープル 24 Hour Party People | バーナード・サムナー |            |
| 2004   | NERO ザ・ダーク・エンペラー Imperium: Nerone      | カリギュラ           | テレビ映画 |
| 2004   | セックス・トラフィック Sex Traffic                | ダニエル・アプルトン | テレビ映画 |
| 2005   | ブラザーズ・オブ・ザ・ヘッド Brothers of the Head | ボートマン           |            |

### テレビシリーズ
| 放映年    | 邦題 原題                                          | 役名                     | 備考                                                        |
| --------- | -------------------------------------------------- | ------------------------ | ----------------------------------------------------------- |
| 1995      | 心理探偵フィッツ Cracker                           | ビル                     | 第20,21回「悲しい出会い」ゲスト出演                         |
| 2001      | SPACED ～俺たちルームシェアリング～ Spaced         | スティーブン・エドワーズ | 1エピソード                                                 |
| 2003      | ステート・オブ・プレイ〜陰謀の構図〜 State of Play | カル・マカフリー         | 6エピソード                                                 |
| 2006-2007 | 時空刑事1973 ライフ・オン・マーズ Life on Mars     | サム・タイラー           | 16エピソード                                                |
| 2007-2017 | ドクター・フー Doctor Who                          | 6代目マスター            | シリーズ3で3話、スペシャル2話、シリーズ10で2話の7エピソード |
| 2011      | エグザイル 戦慄の絆 Exile                          | トム                     | 3エピソード                                                 |
| 2011-2013 | MAD DOG Mad Dogs                                   | バクスター               | 14エピソード                                                |
| 2014      | 逃亡者 デッドエンド Prey                           | マーカス・ファロー       | 3エピソード                                                 |